# Leichtathletik-Weltmeisterschaften 1995/Teilnehmer (Namibia)
| Goldmedaillen | Silbermedaillen | Bronzemedaillen |
| ------------- | --------------- | --------------- |
| –             | 1               | –               |

Namibia stellte mindestens eine Teilnehmerin und zwei Teilnehmer bei den Leichtathletik-Weltmeisterschaften 1995 in der schwedischen Stadt Göteborg.

## Medaillen
Mit einer gewonnenen Silbermedaille belegte das namibische Team Platz 29 im Medaillenspiegel.
 Silber
- Frank Fredericks: 200 m

## Ergebnisse

### Männer

#### Laufdisziplinen
| Athlet           | Disziplin | Vorlauf | Vorlauf | Viertelfinale | Viertelfinale | Halbfinale | Halbfinale | Finale    | Finale |
| Athlet           | Disziplin | Zeit    | Platz   | Zeit          | Platz         | Zeit       | Platz      | Zeit      | Platz  |
| ---------------- | --------- | ------- | ------- | ------------- | ------------- | ---------- | ---------- | --------- | ------ |
| Frank Fredericks | 100 m     | 10,18 s | 2       | 10,09 s       | 3             | 10,10 s    | 5          | 10,07 s   | 4      |
| Frank Fredericks | 200 m     | 20,73 s | 19      | 20,26 s       | 1             | 20,28 s    | 3          | 20,12 s   | Silber |
| Joseph Tjitunga  | Marathon  |         |         |               |               |            |            | 2:21:57 h | 28     |

### Frauen

#### Laufdisziplinen
| Athletin       | Disziplin | Vorlauf | Vorlauf | Viertelfinale      | Viertelfinale      | Halbfinale | Halbfinale | Finale | Finale |
| Athletin       | Disziplin | Zeit    | Platz   | Zeit               | Platz              | Zeit       | Platz      | Zeit   | Platz  |
| -------------- | --------- | ------- | ------- | ------------------ | ------------------ | ---------- | ---------- | ------ | ------ |
| Judith Boshoff | 100 m     | 12,14 s | 37      | nicht qualifiziert | nicht qualifiziert | –––        | –––        | –––    | –––    |